# Roca Tiraval
La Roca Tiraval és una muntanya de 1.453 metres que es troba al municipi de Bagà, a la comarca catalana del Berguedà.